# Atrocités allemandes en 1914

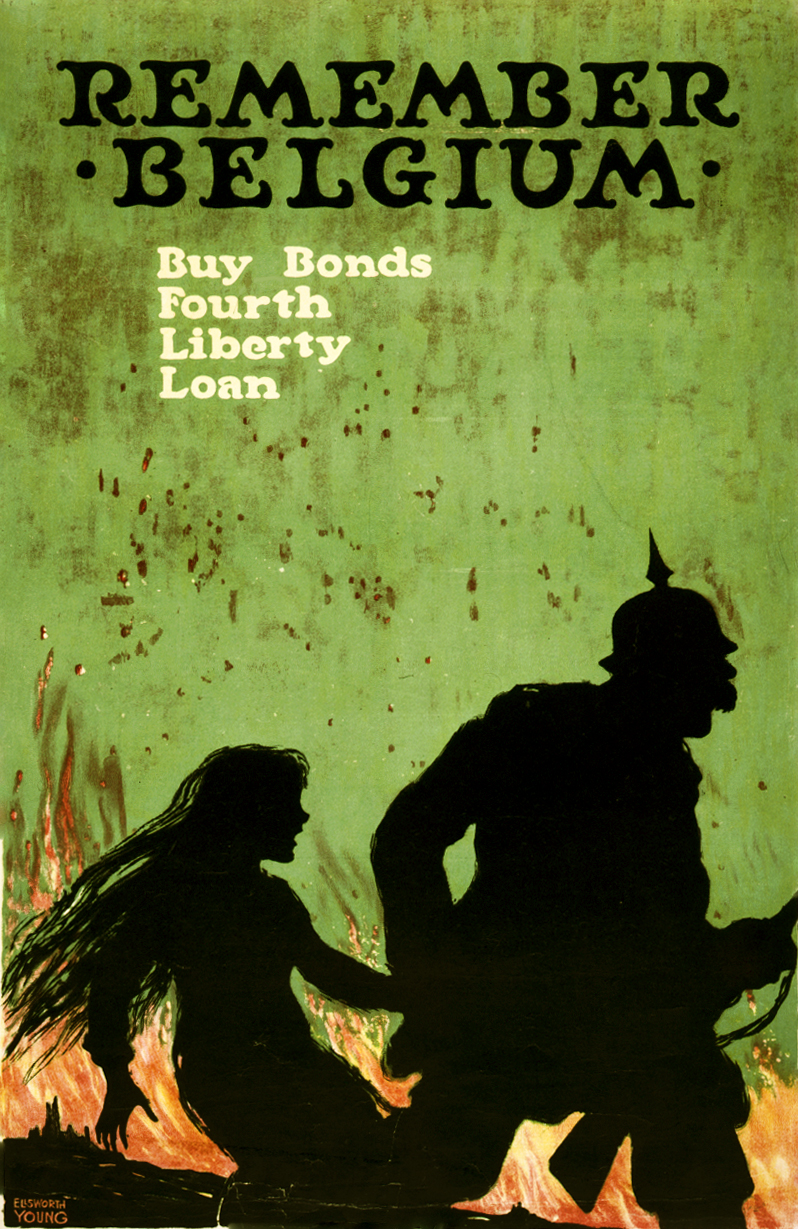
Affiche américaine d'Ellsworth Young évoquant les atrocités allemandes en Belgique.

Les atrocités allemandes de 1914 sont des exactions commises par l'Armée impériale allemande au début de la Première Guerre mondiale en Belgique, notamment en Wallonie, et en France dans les départements de la Meuse, des Ardennes et de Meurthe-et-Moselle.
En août et septembre 1914, ces violences firent, en trois semaines, des milliers de victimes civiles parmi la population suspectée de cacher des francs-tireurs ce qui représentait une violation des conventions de La Haye de 1899 et 1907.
Les pelotons d'exécution appliquèrent ainsi immédiatement les décisions prises au nom des lois de la guerre par les forces armées allemandes, d'une manière expéditive, et sans que les victimes de ces exactions puissent bénéficier d'un procès équitable. Vingt mille maisons furent également détruites, notamment 600 à Visé et 1 100 à Dinant en Wallonie, la région belge placée dans l'axe principal de l'invasion et qui subit le plus ces atrocités.
Ces massacres, largement mentionnés et instrumentalisés par la presse des pays alliés, placèrent l'Allemagne dans une position délicate sur le plan international et contribuèrent à son discrédit. L'opinion publique internationale, surtout celle des États-Unis, eut ainsi une perception très négative de l’Allemagne. Son indignation fut portée à son comble par la suite lorsque l'Allemagne décréta la guerre sous-marine à outrance et torpilla le Lusitania en 1915. Ces faits furent exploités par les mouvements favorables à l'entrée en guerre des États-Unis et par la propagande américaine destinée à inciter à l'engagement de volontaires.

## Localisation
Ces massacres eurent lieu en Belgique sans épargner une seule province, et en France, notamment dans les départements des Ardennes, de la Meuse et de Meurthe-et-Moselle.
Le plan allemand ayant placé la Wallonie au centre de l'axe d'invasion, la majorité de ces massacres eut lieu dans cette région. Une centaine de localités furent touchées dans toutes les provinces wallonnes, avec pour chacune au moins dix civils fusillés, jusqu'à 674 à Dinant, dans laquelle plusieurs quartiers furent entièrement incendiés.
Cependant, les événements dépassent le cadre wallon ou belge : des milliers de victimes tombèrent également en France, dans les mêmes conditions. Surtout au Royaume-Uni et aux États-Unis, l'opinion publique évolua en faveur de la guerre en raison de cette « barbarie allemande ».

### En Belgique

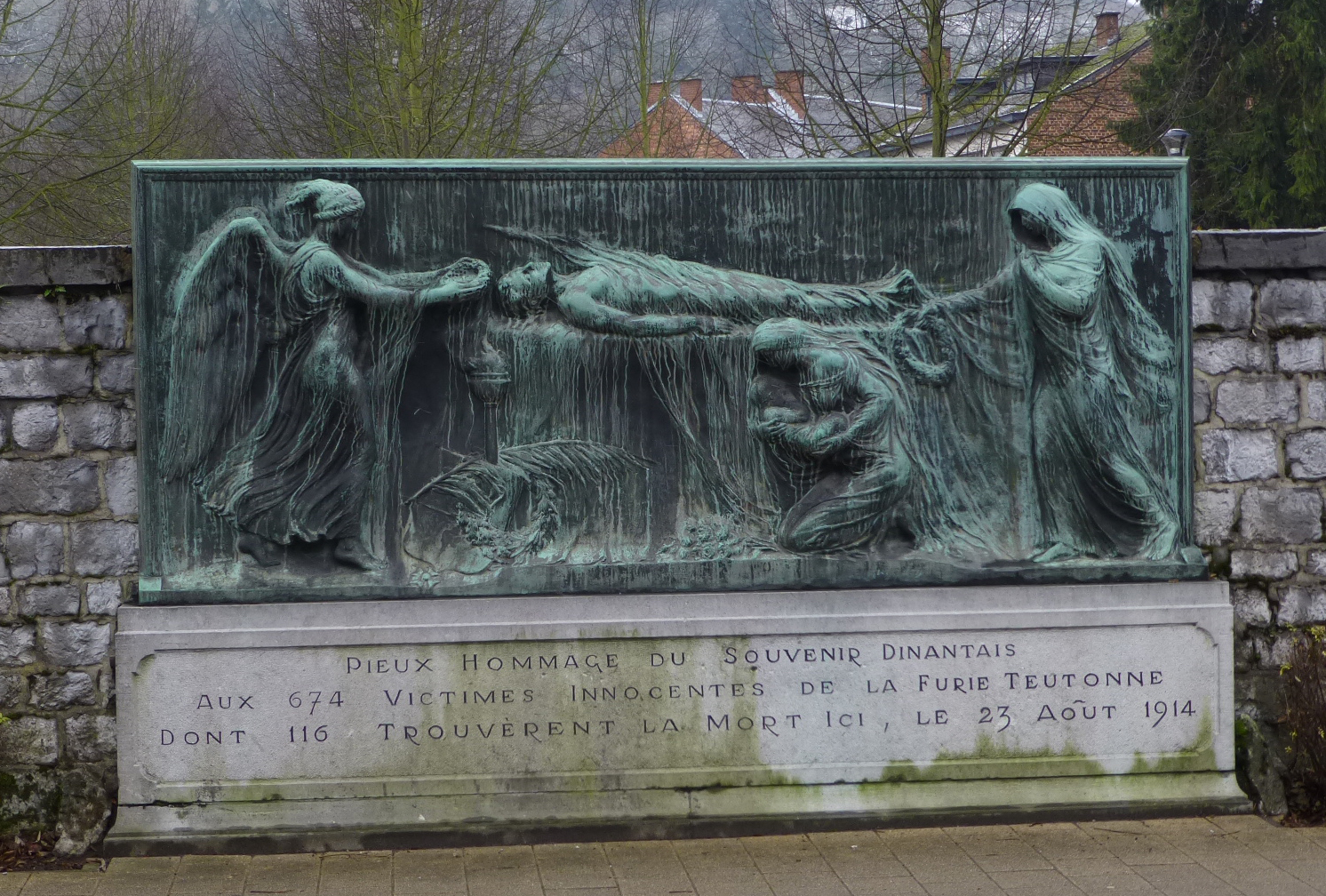
Monument aux 674 victimes civiles à Dinant de la furie teutonne, le 23 août 1914, dont 116 fusillées à cet endroit.

Du 5 au 26 août 1914, l'Armée impériale allemande passa par les armes plus de 5 000 civils dans une centaine de communes de Wallonie et y détruisit plus de 15 000 maisons, dont 600 à Visé et 1 100 à Dinant, soit 70 % des exactions commises au début de l'invasion en France et en Belgique.
La liste qui suit n'est pas exhaustive puisqu'on n'y retient que les localités qui eurent à subir dix morts au moins.
- Le 5 août, Berneau et Soumagne (118 victimes civiles) ;
- le 6 août, Battice (33 victimes civiles), Blegny, Esneux, Sprimont, Magnée, Mouland, Olne, Hermée, Rétinne et Romsée ;
- le 7 août, Warsage, Herstal, Lixhe et Louveigné ;
- le 8 août, Baelen, Francorchamps, Herve et Labouxhe-Mélen (72 civils fusillés provenant des villages environnants) ;
- le 9 août, Saint-Trond ;
- le 10 août, Linsmeau ;
- le 14 août, Barchon ;
- le 15 août, Wandre ;
- le 16 août, Visé ;
- le 18 août, Haccourt, Heure-le-Romain[2] et Tongres ;
- le 19 août, Aerschot (156 civils tués) et Attenrode ;
- le 20 août, Liège, Érezée, Andenne (218 victimes civiles), Franc-Waret[3] et Somme-Leuze,
- le 21 août, Arsimont et Auvelais ;

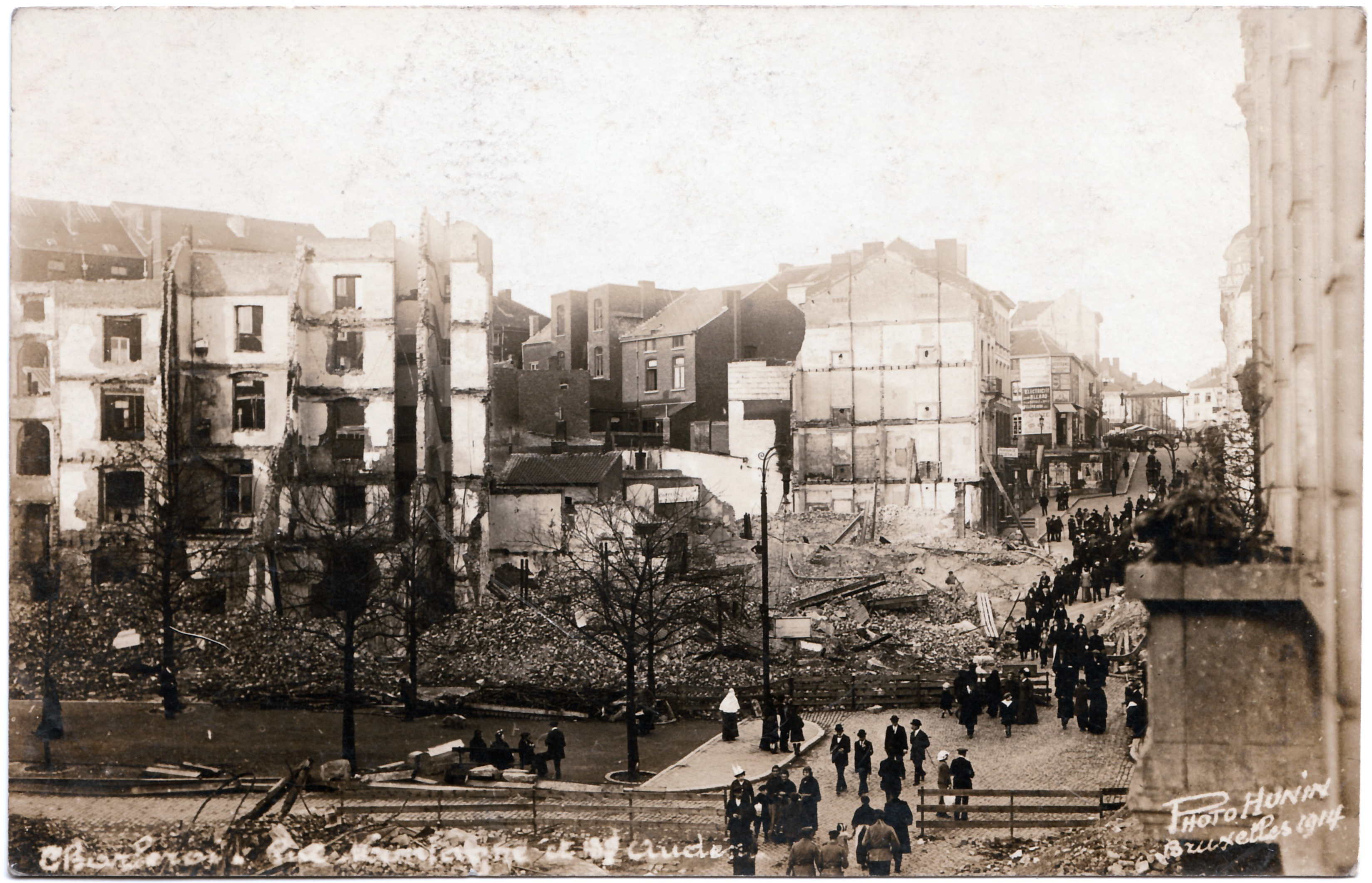
Immeubles à l'angle du boulevard Audent et de la rue de la Montagne à Charleroi, volontairement incendiés le 22 août 1914.

- le 22 août, Anloy[4], Mussy-la-ville, Neufchâteau, Tintigny (120 victimes civiles)[5], Tamines (383 victimes civiles), Bouffioulx[6], Farciennes, et le pays de Charleroi (250 victimes civiles) ;
- le 23 août, Ethe (218 victimes civiles), Bièvre (17 victimes civiles), Bouge, Dinant, Neffe et Bouvignes-sur-Meuse (674 victimes civiles lors du sac de Dinant), Hastière-par-delà (19 victimes civiles), Spontin, Waulsort, Flénu, Jemappes, Nimy, Quaregnon, Ville-Pommerœul, Saint-Léger et Virton ;
- le 24 août, Bertrix, Houdemont, Izel, Offagne, Hermeton-sur-Meuse, Namur et Latour (71 victimes civiles) ;
- le 25 août, Louvain (248 civils tués), Anthée (13 victimes civiles), Romedenne[7], Surice et Zemst (plus de 10)[8];
- le 26 août, Arlon, Dourbes (3 victimes civiles) et Frasnes-lez-Couvin (12 victimes civiles), dernière localité wallonne touchée.
- le 26 Aout, Martyre de M. L'abbé Paul Gilles vicaire de Couvin
- le 16 septembre 1914, 34 civils fusillés à la Carrière du Lion à Frasnes

### En France
- le 10 août, Jarny (3500 habitants, 25 fusillés) ;
- le 11 août, Bazailles (230 habitants) ;
- le 12 août, Badonviller (2100 habitants, 84 maisons brûlées, 12 civils tués et 14 déportés) ;
- le 20 août, Nomeny (1300 habitants, 55 morts)[9] ;
- le 23 août, Fresnois-la-Montagne[10] (500 habitants, 102 maisons brûlées, 68 civils tués) ;
- le 24 août, Gerbéviller (la bataille de Gerbéviller), Longuyon (2300 habitants, ville incendiée à 80%, 213 immeubles totalement détruits, 156 civils assassinés ou brûlés vifs)[11],[12] ;
- le 24 août, Haybes[13] (2216 habitants en 1911; 61 civils tués et 596 maisons incendiées) ;

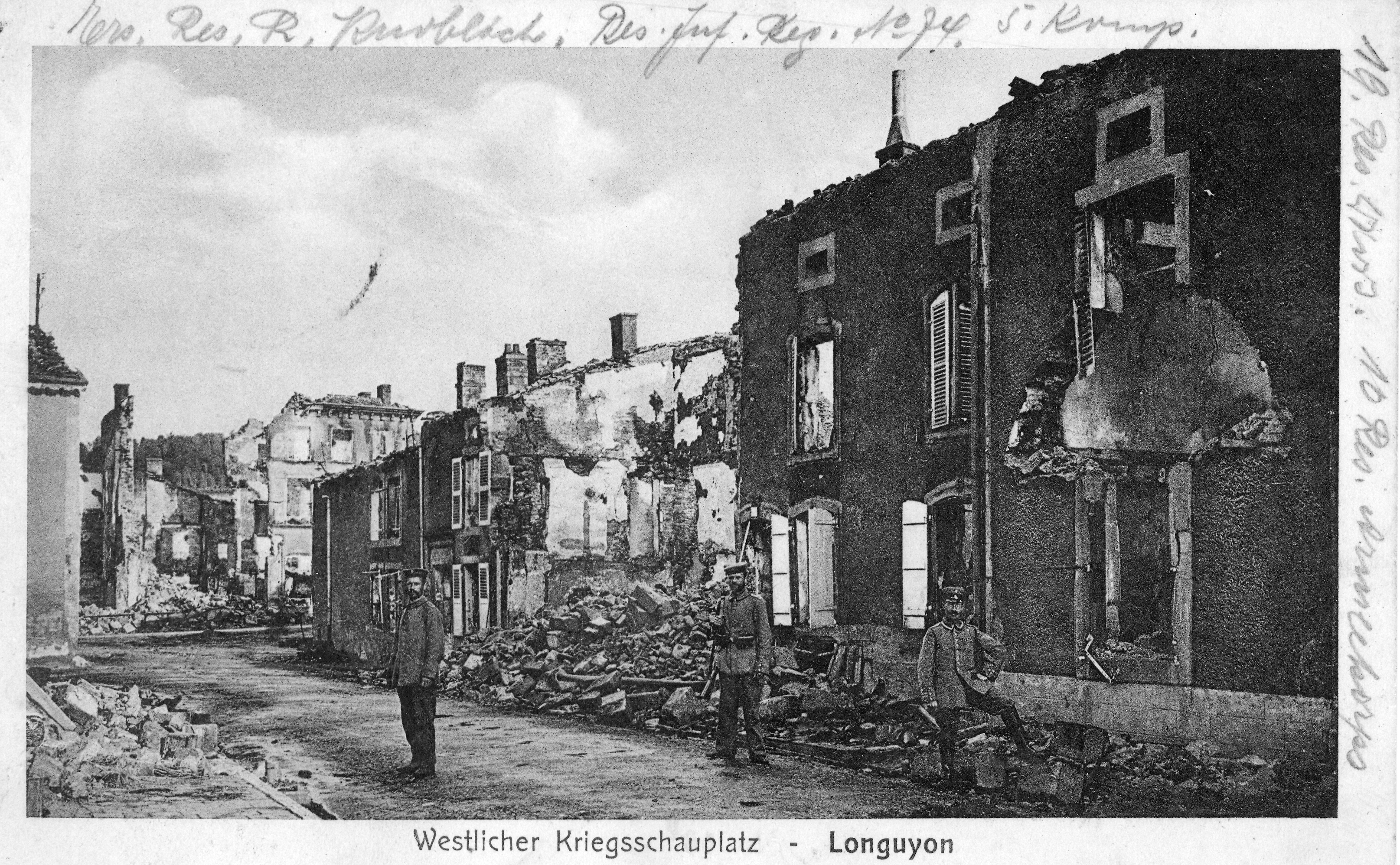
La ville de Longuyon incendiée à 80% en 1914.

- le 25 août, Margny (429 habitants en 1911; 41 civils tués et 73 bâtiments brûlés)[14];
- le 26 août, Olizy-sur-Chiers (552 habitants en 1911; 15 tués, le village brûlé à 85 %)[15]:

- le 27 août, Crèvecœur-sur-l'Escaut (13 civils assassinés) ;
- Le 2 septembre, Senlis : en représailles à la résistance des troupes françaises qui se replient en continuant le combat, le maire Eugène Odent est pris en otage avec plusieurs civils pris au hasard. Il est maltraité puis fusillé. Pour se justifier les Allemands invoquent que des civils se sont joints à l'armée française pour tirer sur eux, ce qui ne fut jamais prouvé ; quand bien même cela aurait été le cas, la convention de la Haye en vigueur en 1914 a été bien souvent bafouée. On dénombre 29 civils tués à Senlis ou dans son agglomération pendant les neuf jours d'occupation : victimes directes — car les Allemands comme ils l'avaient fait à grande échelle en Belgique ont ici aussi utilisé des civils comme boucliers humains —, ou indirectes à la suite du bombardement de la ville et les incendies volontaires allumés par les troupes allemandes[16],[17],[18],[19] ;
- le 6 septembre, Recquignies (Nord). Au début du siège de Maubeuge, 13 otages sont fusillés au bord de la Sambre à Boussois. Ils étaient français et belges et habitaient Recquignies et Boussois. D'après un témoignage écrit, ils auraient été fusillés par des soldats du 57e régiment d'infanterie de Barmen[20].

## Explications
La question du droit de la guerre est traitée dans l'Encyclopédie de la grande guerre (1914-1918) dans un article qui renvoie lui-même à tous les problèmes posés notamment par les civils dans le droit de la guerre et, entre autres, le fait que la participation de non-belligérants « est un acte illégal qui peut être librement sanctionné pénalement par la puissance qui les détiendrait ».

### Francs-tireurs
Deux historiens irlandais, John Horne et Alan Kramer, auteurs de German Atrocities paru à Dublin en 2001, qui ont consulté longuement des archives tant françaises que belges et allemandes concluent que la conviction des Allemands selon laquelle des francs-tireurs firent feu sur les troupes allemandes dans les premiers jours de l'attaque d'août 1914 est une « fausse croyance sincère ». Les auteurs s'efforcent de comprendre aussi les racines de cette croyance :
- dans l'expérience réelle des francs-tireurs français de la guerre franco-allemande de 1870[24] ;
- dans un certain conservatisme des dirigeants (politiques et militaires) allemands méfiants à l'égard des insurrections populaires ;
- dans le sentiment confus que la résistance de l'Armée belge, à laquelle ils ne s’attendaient pas, avait quelque chose d'illégitime, celle-ci faisant le jeu de la France. Cette croyance persista en 1940 : lorsque 80 habitants de Vinkt en Flandre furent passés par les armes, les chasseurs ardennais venaient d'infliger une défaite à un régiment allemand ;
- dans l'existence d'une garde civique, directement héritée de la révolution belge et considérée par les Allemands comme des francs-tireurs parce qu'organisée en groupements bourgeois paramilitaires[25].
- dans certains éléments techniques de l'armement de l'époque ou certaines particularités des lieux (comme aux Rivages).
- dans la panique qui amena les troupes allemandes à s'entretuer, ces faits devant être camouflés par l'état-major[26].

Dans Apologie pour l'histoire, Marc Bloch écrit : « Beaucoup de maisons belges présentent, sur leurs façades, d'étroites ouvertures, destinées à faciliter aux recrépisseurs le placement de leurs échafaudages ; dans ces innocents artifices de maçons, les soldats allemands, en 1914, n'auraient jamais songé à voir autant de meurtrières, préparées pour les francs-tireurs, si leur imagination n'avait été hallucinée de longue date par la crainte des guérillas. »

### Contre-offensive française

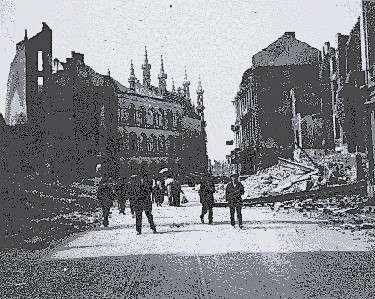
La ville détruite de Louvain en 1915.

Ces exactions peuvent aussi résulter du fait que les Allemands ont particulièrement mal pris le fait que la Belgique :
- n'acceptât pas les termes de l'ultimatum allemand (laisser passer les troupes allemandes sur son sol, dans le but d'attaquer la France) et
- permît à l'armée française de contre-attaquer l'armée allemande sur le sol belge.

La position belge fut basée sur le fait que l'indépendance et la neutralité de la Belgique étaient garanties par les puissances signataires des traités de Londres (traité des XVIII articles et traité des XXIV articles). Selon cette thèse, la Belgique se devait de refuser le passage de l'armée allemande sur son sol. Par contre et selon la même thèse, dès la violation de sa neutralité et de son indépendance, la France et le Royaume-Uni pouvaient et même devaient intervenir.
La position allemande fut fondée sur le fait que, selon eux, la Belgique avait dû s'allier à la France et au Royaume-Uni et donc trahir sa neutralité, pour préparer, avant l'attaque allemande, les opérations de contre-offensive.
Le fait que de nombreuses exactions se soient déroulées directement après les batailles relatives à la contre-offensive française (Dinant, notamment) appuie cette explication.
Axel Tixhon, professeur d’histoire contemporaine à l'université de Namur, va plus loin et avance une troisième hypothèse « Les troupes allemandes ont sciemment organisé ces massacres, avec l’ordre de le faire [...] Vu le nombre de cas et le fait qu’ils soient perpétrés par les différentes armées allemandes, on peut penser que des consignes ont été données pour terroriser la population belge. Des témoignages, des écrits attestent de ces ordres, notamment au sein de la 3e armée allemande, composée de troupes saxonnes, qui traverse l'Est de la Belgique, le Condroz et s’attaque à Dinant ».
Le plan Schlieffen et, plus tard, le concept de blitzkrieg reposaient sur une attaque rapide de la Belgique et de la France (l'Allemagne devait prendre l'initiative) et sur l'inertie attendue du Royaume-Uni. La résistance de l'Armée belge et les réponses rapides françaises et britanniques étaient de nature à contrecarrer ce plan.
Le résultat de ces atrocités, dont les Allemands pensaient qu’elles seraient vite oubliées après une guerre courte et victorieuse, fut de donner de l’Allemagne auprès des neutres l’image la plus mauvaise qui fût. Le 10 mai 1918 Charles Spindler écrit dans son journal :
Je rencontre le docteur L., qui est actuellement au service de la propagande allemande. Il revient de Suisse, où il a pu constater la supériorité de la propagande française. « Nous manquons, en Allemagne, me dit-il, de journalistes capables. Notre littérature de propagande en est la preuve. Impossible de lire quelque chose de plus bête et de plus maladroit. Le résultat est que tous les neutres sont contre nous. » Je lui objecte : « Êtes-vous sûr que c'est la propagande qui en est la cause? A mon avis, la question est celle-ci : Y a-t-il eu des actes de cruauté et de violence en Belgique et en France? - Évidemment qu'ils ont été commis; mais ils étaient inévitables. » « Alors, lui dis-je, vous aurez beau recruter des journalistes de talent, vous n'arriverez pas à effacer les crimes. La cause est mauvaise et ne peut se défendre. »

## Postérité

### Parallèle avec l'offensive allemande en 1940
Le souvenir des exactions de 1914 pourrait permettre d'expliquer la fuite éperdue de millions de civils dès le franchissement de la frontière belge le 10 mai au matin. Le souvenir des tueries de 1914 allait en effet provoquer en mai 1940 un exode qui entraîna vers le sud des populations belges et françaises par millions. Cet exode est d'ailleurs un des éléments d'explication, parmi de nombreux autres, de la défaite française dans la bataille de France, principalement lors du franchissement de la Meuse à Sedan les 13 et 14 mai 1940[réf. nécessaire]. En effet, les routes encombrées par les fuyards gênèrent parfois la montée en ligne des divisions françaises, comme lors des contre-attaques de blindés sur Sedan, comme ce fut le cas pour la 3e division cuirassée de réserve.

### Commémorations
En mai 2001, une cérémonie de réconciliation eut lieu à Dinant sous la présidence notamment du secrétaire d'État allemand à l'Armée qui demanda pardon au nom de l'Allemagne dans un discours prononcé en face du pont Charles-de-Gaulle qui réunit les deux rives de la Meuse. L'étendue des massacres dans cette région et la manière dont les faits y ont été vécus et commémorés sont à l'origine d'une mémoire différente de la Première Guerre mondiale en Flandre et en Wallonie, et pourraient expliquer[pas clair], parmi de nombreux autres facteurs, le comportement très différent des régiments flamands et wallons à la Bataille de la Lys.